# Temporada 1999-2000 de los New York Knicks
La temporada 1999-2000 fue la quincuagésimo cuarta de los New York Knicks en la NBA. La temporada regular acabó con 50 victorias y 32 derrotas, ocupando el tercer puesto de la conferencia, clasificándose para los playoffs, donde cayeron en las Finales de Conferencia ante los Indiana Pacers.

## Elecciones en el Draft
| Ronda | Puesto | Jugador       | Posición | Nacionalidad | Universidad/Club  |
| ----- | ------ | ------------- | -------- | ------------ | ----------------- |
| 1     | 15     | Frédéric Weis | Pívot    | Francia      | Limoges (Francia) |

## Temporada regular
| División Atlántico   | División Atlántico | División Atlántico | División Atlántico | División Atlántico | División Atlántico | División Atlántico | División Atlántico | División Atlántico |
| Equipo               | G                  | P                  | %                  | PD                 | Casa               | Fuera              | Div                |                    |
| -------------------- | ------------------ | ------------------ | ------------------ | ------------------ | ------------------ | ------------------ | ------------------ | ------------------ |
| y-Miami Heat         | 52                 | 30                 | .634               | –                  | 33–8               | 19–22              | 18–6               |                    |
| x-New York Knicks    | 50                 | 32                 | .610               | 2                  | 33–8               | 17–24              | 14–10              |                    |
| x-Philadelphia 76ers | 49                 | 33                 | .598               | 3                  | 29–12              | 20–21              | 13–11              |                    |
| Orlando Magic        | 41                 | 41                 | .500               | 11                 | 26–15              | 15–26              | 12–13              |                    |
| Boston Celtics       | 35                 | 47                 | .427               | 17                 | 26–15              | 9–32               | 12–12              |                    |
| New Jersey Nets      | 31                 | 51                 | .378               | 21                 | 22–19              | 9–32               | 9–16               |                    |
| Washington Wizards   | 29                 | 53                 | .354               | 23                 | 17–24              | 12–29              | 7–17               |                    |

## Playoffs

### Primera ronda
New York Knicks  vs. Toronto Raptors
| Fecha       | Partido                                | Ciudad     |
| ----------- | -------------------------------------- | ---------- |
| 23 de abril | New York Knicks 92, Toronto Raptors 88 | Nueva York |
| 26 de abril | New York Knicks 84, Toronto Raptors 83 | Nueva York |
| 30 de abril | Toronto Raptors 80, New York Knicks 87 | Toronto    |
|             | New York Knicks gana las series 3-0    |            |

### Semifinales de Conferencia
Miami Heat  vs. New York Knicks
| Fecha      | Partido                             | Ciudad     |
| ---------- | ----------------------------------- | ---------- |
| 7 de mayo  | Miami Heat 87, New York Knicks 83   | Miami      |
| 9 de mayo  | Miami Heat 76, New York Knicks 82   | Miami      |
| 12 de mayo | New York Knicks 76, Miami Heat 77   | Nueva York |
| 14 de mayo | New York Knicks 91, Miami Heat 83   | Nueva York |
| 17 de mayo | Miami Heat 87, New York Knicks 81   | Miami      |
| 19 de mayo | New York Knicks 72, Miami Heat 70   | Nueva York |
| 21 de mayo | Miami Heat 82, New York Knicks 83   | Miami      |
|            | New York Knicks gana las series 4-3 |            |

### Finales de Conferencia
Indiana Pacers vs. New York Knicks
| Fecha      | Partido                                | Ciudad       |
| ---------- | -------------------------------------- | ------------ |
| 23 de mayo | Indiana Pacers 102, New York Knicks 88 | Indianapolis |
| 25 de mayo | Indiana Pacers 88, New York Knicks 84  | Indianapolis |
| 27 de mayo | New York Knicks 98, Indiana Pacers 95  | Nueva York   |
| 29 de mayo | New York Knicks 91, Indiana Pacers 89  | Nueva York   |
| 31 de mayo | Indiana Pacers 88, New York Knicks 79  | Indianapolis |
| 2 de junio | New York Knicks 80, Indiana Pacers 93  | Nueva York   |
|            | Indiana Pacers gana las series 4-2     |              |

## Estadísticas

### Temporada regular
| Jugador           | PJ | PT | MPP  | %TC  | %3P  | %TL  | RPP | APP | ROB | TPP | PPP  |
| ----------------- | -- | -- | ---- | ---- | ---- | ---- | --- | --- | --- | --- | ---- |
| Allan Houston     | 82 | 82 | 38.6 | .483 | .436 | .838 | 3.3 | 2.7 | .8  | .2  | 19.7 |
| Latrell Sprewell  | 82 | 82 | 40.0 | .435 | .346 | .866 | 4.3 | 4.0 | 1.3 | .3  | 18.6 |
| Patrick Ewing     | 62 | 62 | 32.8 | .466 | .000 | .731 | 9.7 | .9  | .6  | 1.4 | 15.0 |
| Larry Johnson     | 70 | 68 | 32.6 | .433 | .333 | .766 | 5.4 | 2.5 | .6  | .1  | 10.7 |
| Marcus Camby      | 59 | 11 | 26.2 | .480 | .500 | .670 | 7.8 | .8  | .7  | 2.0 | 10.2 |
| Kurt Thomas       | 80 | 21 | 24.6 | .505 | .333 | .781 | 6.3 | 1.0 | .6  | .5  | 8.0  |
| Charlie Ward      | 72 | 69 | 27.6 | .423 | .386 | .828 | 3.2 | 4.2 | 1.3 | .2  | 7.3  |
| John Wallace      | 60 | 0  | 13.3 | .467 | .000 | .804 | 2.3 | .4  | .2  | .2  | 6.5  |
| Chris Childs      | 71 | 2  | 23.6 | .409 | .356 | .797 | 2.1 | 4.0 | .5  | .1  | 5.3  |
| Andrew Lang       | 19 | 10 | 12.8 | .438 |      | .429 | 3.2 | .2  | .4  | .3  | 3.1  |
| Rick Brunson      | 37 | 0  | 7.8  | .414 | .154 | .611 | .7  | 1.3 | .2  | .0  | 1.9  |
| Etdrick Bohannon† | 2  | 0  | 2.5  |      |      | .750 | .5  | .0  | .0  | .0  | 1.5  |
| Chris Dudley      | 47 | 3  | 9.8  | .343 |      | .333 | 2.9 | .1  | .1  | .4  | 1.2  |
| DeMarco Johnson   | 5  | 0  | 7.4  | .333 |      |      | 1.4 | .0  | .2  | .0  | 1.2  |
| Mirsad Türkcan†   | 7  | 0  | 3.6  | .200 | .000 |      | 1.4 | .1  | .3  | .0  | .6   |
| David Wingate     | 7  | 0  | 4.6  | .111 |      |      | .3  | .4  | .1  | .3  | .3   |

### Playoffs
| Jugador          | PJ | PT | MPP  | %TC  | %3P  | %TL   | RPP | APP | ROB | TPP | PPP  |
| ---------------- | -- | -- | ---- | ---- | ---- | ----- | --- | --- | --- | --- | ---- |
| Latrell Sprewell | 16 | 16 | 43.8 | .414 | .333 | .784  | 4.4 | 3.6 | 1.1 | .3  | 18.7 |
| Allan Houston    | 16 | 16 | 40.9 | .438 | .500 | .862  | 3.3 | 1.6 | 1.2 | .2  | 17.6 |
| Patrick Ewing    | 14 | 14 | 32.9 | .418 |      | .697  | 9.5 | .4  | 1.1 | 1.4 | 14.6 |
| Larry Johnson    | 16 | 16 | 36.8 | .461 | .394 | .794  | 5.0 | 1.6 | .5  | .1  | 11.3 |
| Charlie Ward     | 16 | 16 | 27.4 | .504 | .396 | .714  | 4.3 | 4.1 | 1.4 | .3  | 9.4  |
| Chris Childs     | 16 | 0  | 20.9 | .386 | .321 | .857  | 2.3 | 2.4 | .4  | .0  | 5.4  |
| Marcus Camby     | 16 | 0  | 24.1 | .337 | .000 | .613  | 7.0 | .4  | .5  | 1.4 | 4.8  |
| Kurt Thomas      | 16 | 0  | 15.7 | .508 |      | .700  | 3.1 | .3  | .2  | .4  | 4.3  |
| Chris Dudley     | 5  | 2  | 8.6  | .500 |      | 1.000 | 2.4 | .4  | .2  | .2  | .8   |
| Rick Brunson     | 3  | 0  | 1.3  | .000 |      |       | .0  | .3  | .3  | .0  | .0   |
| John Wallace     | 1  | 0  | 4.0  | .000 |      |       | 1.0 | .0  | 1.0 | .0  | .0   |

- † Indica jugador que perteneció a más de una plantilla durante la temporada. Las estadísticas solo reflejan su paso por los Knicks.

## Galardones y récords
| Jugador       | Galardón |
| Allan Houston | All-Star |